# Faster & Louder: Hardcore Punk, Vol. 2
Faster & Louder: Hardcore Punk, Vol. 2 è il secondo volume della compilation Faster & Louder: Hardcore Punk, edita nel 1993 da Rhino Records.
La raccolta comprende i primi singoli di X e Hüsker Dü, oltre a tracce di Fear, Germs e Subhumans. Tuttavia sono presenti anche alcuni della prima ondata punk quali Wipers, The Dils e Wire.

## Tracce
1. Civilizations Dying (Zero Boys) (2:00)
2. In a Free Land (Hüsker Dü) (2:53)
3. 12XU (Wire) (1:56)
4. Firing Squad (Subhumans) (3:09)
5. Lexicon Devil (Germs) (1:43)
6. I Love Livin' in the City (Fear) (2:12)
7. We're Desperate (X) (2:04)
8. Bloodstains (Agent Orange) (1:53)
9. Nothing (Negative Approach) (2:15)
10. Rat Patrol (Naked Raygun) (2:13)
11. You're Not Blank (The Dils) (1:39)
12. She's Not Leavin (Stranglehold) (3:32)
13. Romeo (Wipers) (4:04)
14. Wolfpack (DYS) (1:54)
15. Potential Suicide (Black Market Baby) (2:59)
16. You Hate Me & I Hate You (Public Animal No. 1) (GG Allin) (1:40)
17. Fear of Life (Channel 3) (2:02)

## Crediti[2]
- Chris Clarke - remastering
- Bill Inglot - remastering
- Ken Perry - remastering
- Geoff Gans - art director
- Johan Kugelberg - note di copertina
- Jenny Lens - fotografia
- Lee Ving - fotografia
- Monster X - design
- Ted Myers - direttore del progetto
- Gary Panter illustrazioni
- Geoffrey Weiss - compilazione